# هالوژن‌زدایی

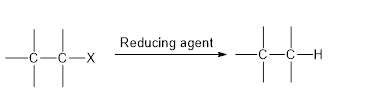
طرح‌واره واکنش هالوژن‌زدایی (R=گروه آلکیل یا آریل، X=I ,Cl ,Br ,F)

در شیمی آلی هالوژن‌زدایی یا دهالوژناسیون (به انگلیسی: Dehalogenation) مجموعه ای از واکنش‌های شیمیایی است که شامل شکسته شدن پیوندهای هالوژن-کربن است. هالوژن‌زدایی می‌تواند شامل فلوئورزدایی، کلرزدایی، برم‌زدایی و یدزدایی شود. ترکیبات آلی پیچیده و گاهی اوغات داروهای شیمیایی با هالوژن‌زدایی تولید می‌شوند. بسیاری از هالیدهای آلی خطرناک هستند، بنابراین حذف هالوژن از این ترکیبات یکی از راه‌های سم‌زدایی آن‌ها است.

## مطالعه بیشتر
- Gotpagar, J. ; Grulke, E. ; Bhattacharyya, D. ; Reductive dehalogenation of trichloroethylene: kinetic models and *Hetflejš, J. ; Czakkoova, M. ; Rericha, R. ; Vcelak, J. Catalyzed dehalogenation of delor 103 by sodium hydridoaluminate. Chemosphere 2001, 44, 1521.
- Kagoshima, H. ; Hashimoto, Y. ; Oguro, D. ; Kutsuna, T. ; Saigo, K. Trophenylphosphine/germanium (IV) chloride combination: A new agent for the reduction of α-bromo carboxylic acid derivatives. Tetrahedron, 1998, 39, 1203-1206